# Voivod
Voivod (uváděná i jako Voïvod) je kanadská heavy metalová kapela založená v roce 1981 v Jonquière (dnes součást Saguenay) v Québecu a jedna z prvních kanadských thrashmetalových kapel, která si vydobyla mezinárodní renomé. Původní sestavu tvořili zpěvák Denis „Snake“ Bélanger, kytarista Denis „Piggy“ D'Amour, bubeník Michel „Away“ Langevin a baskytarista Jean-Yves „Blacky“ Thériault. Kapela za svou více než 40 letou kariéru prošla řadou personálních změn, přičemž Langevin je jejím jediným stálým členem. Současnou sestavu tvoří Langevin, Bélanger, Daniel „Chewy“ Mongrain (kytara) a Dominic „Rocky“ Laroche (baskytara).
Hudební styl Voivod se od založení několikrát změnil. Zpočátku hráli speed metal, později přidali prvky progresivního a thrash metalu a vytvořili si tak svůj vlastní charakteristický metalový styl. Spolu se skupinami jako Coroner, Watchtower, Dark Angel, Mekong Delta, Anacrusis a Blind Illusion jsou považováni za průkopníky tzv. „technického thrash metalu“.
Voivod dosud vydali šestnáct studiových alb, jedno EP, jedno živé album, dvě kompilační alba, sedm dem a jedno DVD s koncertem. Jsou řazeni spolu se skupinami Sacrifice, Razor a Annihilator mezi „velkou čtyřku“ kanadského thrash metalu. Kapela zaznamenala větší úspěch koncem 80. let s pátým studiovým albem Nothingface (1989), které jako jediné proniklo do amerického žebříčku Billboard 200 a dosáhlo na 114. místa. V roce 2017 obdrželi cenu Visionary na Progressive Music Awards. Jejich čtrnácté studiové album The Wake získalo v roce 2019 cenu Juno za nejlepší metalové/hard rockové album roku. Nejnovější studiové album Morgöth Tales, kolekce nově nahraných skladeb, vyšlo v červenci 2023.

## Diskografie

### Demo nahrávky
- Anachronism (1983)
- To the Death (1984)
- Morgoth Invasion (1984)
- Zeche Bochum (1986)
- No Speed Limit Weekend (1986)
- Live à Bruxelles (1987)
- Dimension Hatröss Demos (1987)
- Spectrum (1987)
- Nothingface Demos (1988)
- A Flawless Structure? (1988)
- Live at the Paradise (1990)
- Angel Rat Demos (1991)
- Negatron Demos (1994)
- Klubben Stockholm (1999)
- 2001 Album Demo (2001)
- Katorz Demos (2004)

### Studiová alba
- War and Pain (1984)
- Rrröööaaarrr (1986)
- Killing Technology (1987)
- Dimension Hatröss (1988)
- Nothingface (1989)
- Angel Rat (1991)
- The Outer Limits (1993)
- Negatron (1995)
- Phobos (1997)
- Voivod (2003)
- Katorz (2006)
- Infini (2009)
- Target Earth (2013)
- The Wake (2018)
- Synchro Anarchy (2022)
- Morgöth Tales (2023)

### EP
- Thrashing Rage (1986)
- Cockroaches (1987)
- Angel Rat Sampler (1991)
- Live @ Musiqueplus (2000)

### Kompilace
- The Best of Voivod (1992)
- Kronik (1998)

### Živá alba
- Voivod Lives (2000)
- Warriors of Ice (2011)
- Live At Roadburn (2011)

### DVD
- D-V-O-D-1 (2005)
- Tatsumaki: Voivod in Japan (2008)